# Typosyllis maculata
Typosyllis maculata är en ringmaskart som beskrevs av Imajima 1966. Typosyllis maculata ingår i släktet Typosyllis och familjen Syllidae. Inga underarter finns listade i Catalogue of Life.